# 厄瓜多爾長吻鰩
厄瓜多爾長吻鰩（學名：Dipturus ecuadoriensis），為軟骨魚綱鰩目鰩科長吻鰩屬的一種，分布於東南太平洋厄瓜多海域，體長可達39公分，棲息在大陸坡海域，為深海底棲性魚類，肉食性，卵生，生活習性不明。